# Mrki gušter
Mrki ili ljuskavi gušter (latinski: Algyroides nigropunctatus) vrsta je guštera iz porodice Lacertidae.

## Rasrpostraljenost
Mrkog guštera nalazimo u Albaniji, Bosni i Hercegovini, Hrvatskoj, Grčkoj, Italiji, Kosovu, Crnoj Gori, Sjevernoj Makedoniji, Srbiji i Sloveniji. 

## Stanište
Prirodna staništa A. nigropunctatus mediteranska su grmolika vegetacija, stjenovita područja, obradive zemlje, pašnjaci, plantaže, seoski vrtovi i urbana područja.

## Opis
Maksimalna ukupna duljina mrkog guštera (uključujući rep) je 25 cm što ga čini značajno većim od bilo koje druge vrste Algyroides. On se može prepoznati po kockastim V oblikovanim ljuskama na bokovima, repu i leđima. Mužjak u sezoni parenja dobivaju svijetloplavu boju grla, a ženke imaju manje svjetliju boju grla. Ostatak tijela im je svijetlo smeđe do hrđavo smeđe boje, trbuh je bijel do žućkast. Na koži mužjaci imaju nizove crnih točkica na leđima, a ženke samo u sezoni parenja-
Mrki gušter voli se penjati. Stanište se sastoji od živica, zidova i ruševina. Hrana se sastoji od insekata, crva i drugih malih beskralješnjaka. 
Vrsta je jako plašiva i zbog svog zaštićenog statusa često se ne drži u zatočeništvu.

## Reprodukcija
Ženke obično polažu dva do četiri jaja i to u rano proljeće i u ranu jesen. Mužjaci grizu ženke za vrat tijekom parenja i ne puštaju ih, što je uobičajeno za Algyroides guštere. 

## Vanjske poveznice
|  | Zajednički poslužitelj ima još gradiva o temi Algyroides nigropunctatus |
|  | Wikivrste imaju podatke o taksonu Algyroides nigropunctatus             |